# Deshielo ártico

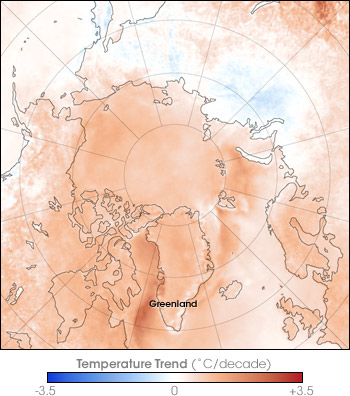
Temperaturas árticas desde 1987 a 2007.

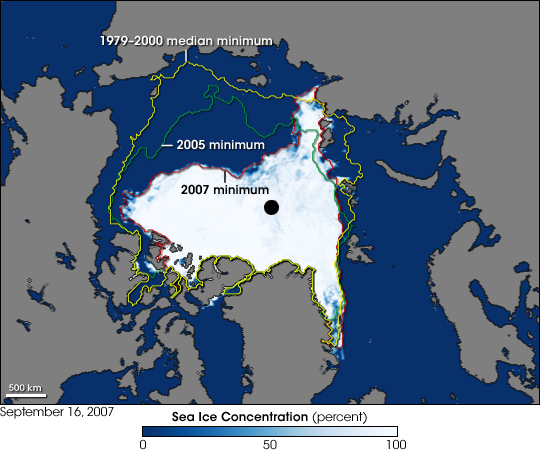
La extensión de la banquisa se mide según la máxima extensión que permanece helada todo el año, incluso en verano. Aquí se muestra el alcance en 2007, 2005 y la media entre 1979 y 2000.

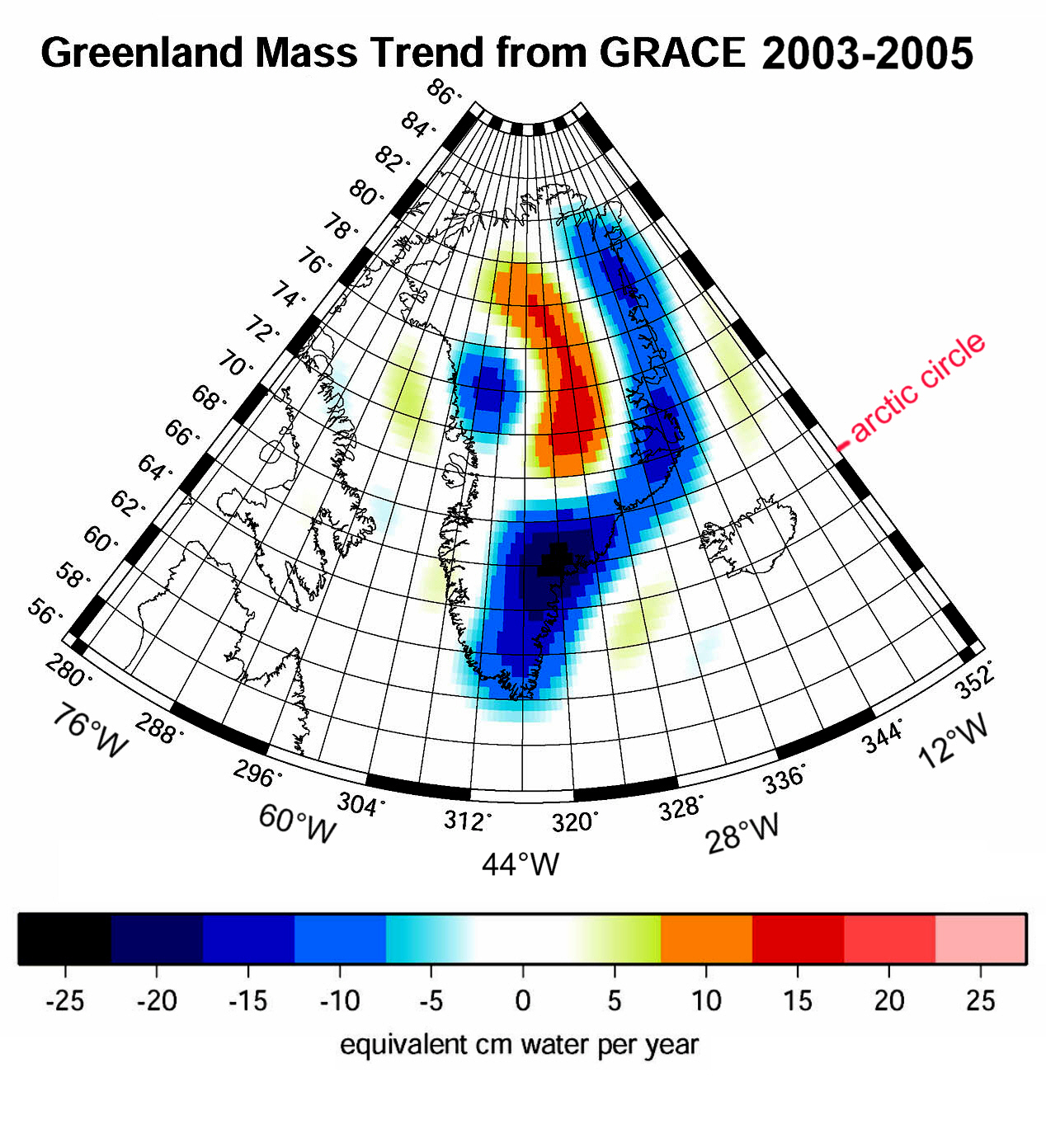
Masa de la capa de hielo de Groenlandia.

El deshielo ártico es la disminución de la banquisa ártica y, en último término, el deshielo de la capa de hielo de Groenlandia.  Según las predicciones, el ártico sería navegable todo el año en 2100, al quedar el polo norte libre de hielo.
El área de la banquisa seguirá disminuyendo en el futuro, según los modelos informáticos, aunque no hay consenso sobre cuánto se derretirá durante los veranos. Hasta el momento los análisis científicos no han detectado que jamás el océano Ártico se deshelase estacionalmente durante los últimos 700 000 años, a pesar de haber existido períodos más cálidos. Los científicos siguen estudiando las causas y consecuencias de la alteración de la circulación atmosférica, el calentamiento del océano Ártico o la alteración de la corriente marina como la corriente del Golfo.
El grupo intergubernamental de expertos sobre el cambio climático (IPCC) reportó: «El calentamiento ártico, indicado como temperaturas máximas y mínimas diarias, ha sido equivalente al de cualquier otra parte del mundo». Al reducirse  la superficie de hielo disminuye el efecto albedo y refleja menos energía solar al espacio, por lo tanto, se acelerará la reducción.
La Tierra perdió 28 billones de toneladas de hielo entre 1994 y 2017, de las cuales 7,6 billones corresponden al hielo marino del Ártico. La tasa de pérdida de hielo ha aumentado un 57 % desde la década de 1990.
Las proyecciones de la disminución del hielo marino ártico varían: proyecciones recientes sugieren que ya en 2025-2030 los veranos árticos podrían quedar libres de hielo, definido como una extensión de hielo menor a 1 millón de km².

## Modelado, historia y predicciones
Los endebles modelos predicen que la banquisa ártica continuará rompiéndose en el futuro, y recientes obras han puesto en duda su capacidad para predecir con precisión los cambios del hielo marino. Los actuales modelos climáticos frecuentemente subestiman la tasa de contracción ártica. En 2007 el IPCC reportó que «la proyectada reducción [en la cobertura global de la banquisa] está acelerada en el Ártico, donde algunos modelos proyectan que la banquisa de verano desaparezca enteramente en el escenario de alta emisión A2 en la última parte del s. XXI». No hay evidencia científica de que se haya fusionado todo el océano Ártico en los últimos 700 milenios, aunque hubo periodos más cálidos en el Ártico. Los científicos siguen estudiando posibles efectos causales como los cambios directos resultando de efectos de invernadero, y cambios indirectos como inusuales patrones de viento, subiendo las Tº árticas, o circulación de agua (como el aumento de las inversiones de agua tibia, y el ingreso de agua dulce de los ríos al océano Ártico).
De acuerdo al IPCC, «el calentamiento en el Ártico, es indicado por las Tº diarias máx y mín, ha sido tan grande como en cualquier otra parte del mundo». Y la reducción del área de la banquisa ártica significa menos energía solar reflejada de vuelta al espacio, acelerando su reducción. Los estudios muestran que los recientes calentamientos en regiones polares se debió a la influencia de efectos netos humanos de los gases de invernadero, mientras que el agujero de ozono, produce un efecto enfriante opuesto a la influencia de los gases de invernadero.

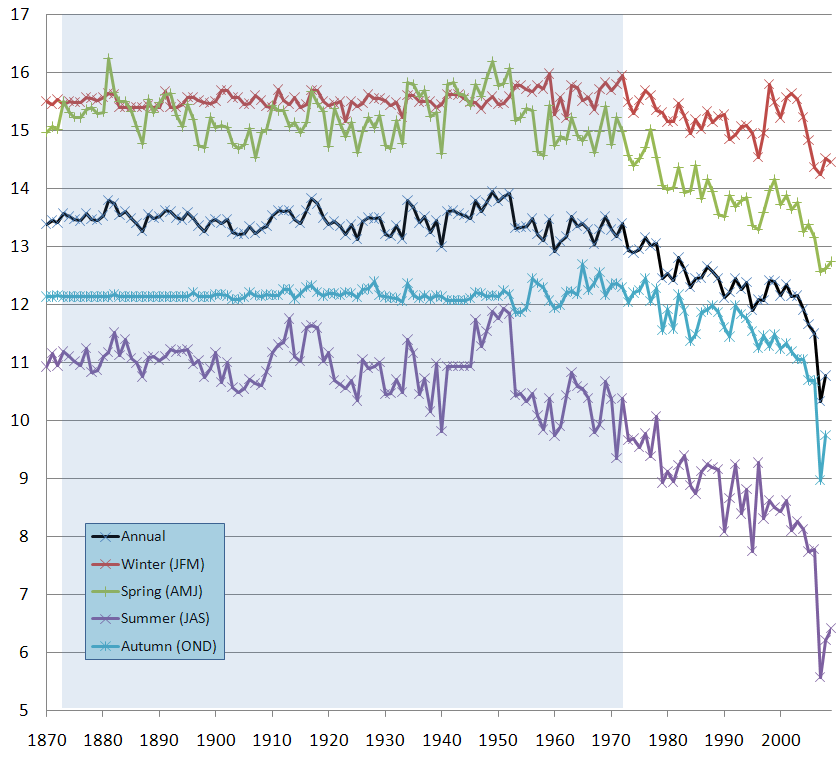
Extensión de la banquisa 1870-2000 del Hemisferio Norte en millones de km². En azul: indica la era presatélite, son datos menos fiables. En particular, la extensión casi constante en nivel en el otoño de 1940 refleja falta de datos en vez de una falta real de variación.

Mediciones fiables de los bordes de la banquisa comenzaron con la era satelitar a fines de los años 1970. Antes, esa región era menos monitoreada por una combinación de buques, boyas y aeronaves Al tope de la tendencia negativa de largo término en recientes años, atribuido al calentamiento global, hay considerable variación interanual. Y alguna de esa variación puede ser relacionada con efectos tales como la oscilación ártica, el cual puede ser relacionado con el calentamiento global; y alguna de la variación es esencialmente un aleatorio «ruido del tiempo».
La extensión de la banquisa ártica en septiembre es mínima, y con nuevas bajas registradas en 2002, 2005, 2007 (39,2 % debajo de la media 1979-2000). En 2007,  la banquisa ártica se rompe fuera de los previos registros, en agosto- un mes antes del fin de la estación de fusión, con el máximo de declinación de la extensión de la banquisa ártica, con más de un millón de km². Fue la primera vez en la memoria humana, que el legendario Paso del Noroeste abrió se completamente. La dramática fusión del 2007 sorprendió y extrañó a los científicos.
En 2008 y en 2009 la banquisa se extendió mínimamente y fue mayor que en 2007, pero no retornó a los niveles de previos años.  Adicionalmente, los estudios señalan una declinación en espesor y edad del hielo. Pen Hadow y su «Estudios Árticos Catlin» reportó un espesor medio de 18 dm a través del mar norteño Beaufort,  un área tradicionalmente con hielo más viejo, y espeso.

## Efectos

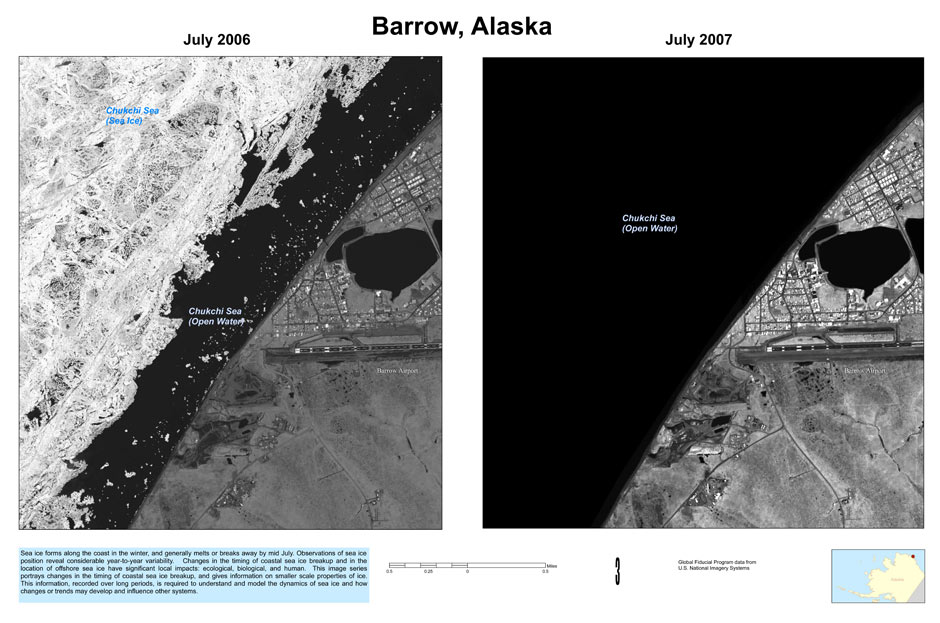
Retiro temprano de hielo, Barrow, Alaska.

Los efectos del quiebre ártico incluyen una marcada disminución en la banquisa ártica; fusión de  permafrost, que conduce al escape de metano, un débil gas de invernadero; el escape de metano desde los clatratos, que alargan la escala del tiempo de liberación de metano; incremento  observado en la fusión de la banquisa de Groenlandia en recientes años; y cambios potenciales en patrones de la circulación oceánica. Los científicos se preocupan de que algunos de estos efectos pueden causar retroalimentación positiva que podría acelerar el ritmo del calentamiento global. 

### Banquisa
La banquisa (mar de hielo) en la región ártica es de por sí importante en el mantenimiento global del clima debido a su albedo (reflectividad).  La fusión de esta banquisa puede además exacerbar el calentamiento global debido a efectos de realimentación positiva,  donde el calentamiento crea más calor al incrementarse la absorción solar. Un importante feedback en el Ártico es el feedback del albedo del hielo. La pérdida de la banquisa puede representar un punto de inflexión en el calentamiento global, cuando arranca el 'descontrol' del cambio climático.  Eso se debería a la liberación de metano desde el permafrost y de clatratos en la región, y también debido a los efectos del feedback del albedo del hielo. Sin embargo, recientes estudios ha desafiado la noción de realimentación del albedo del hielo  provocando un mar de hielo del Ártico con inminente punto de inflexión.

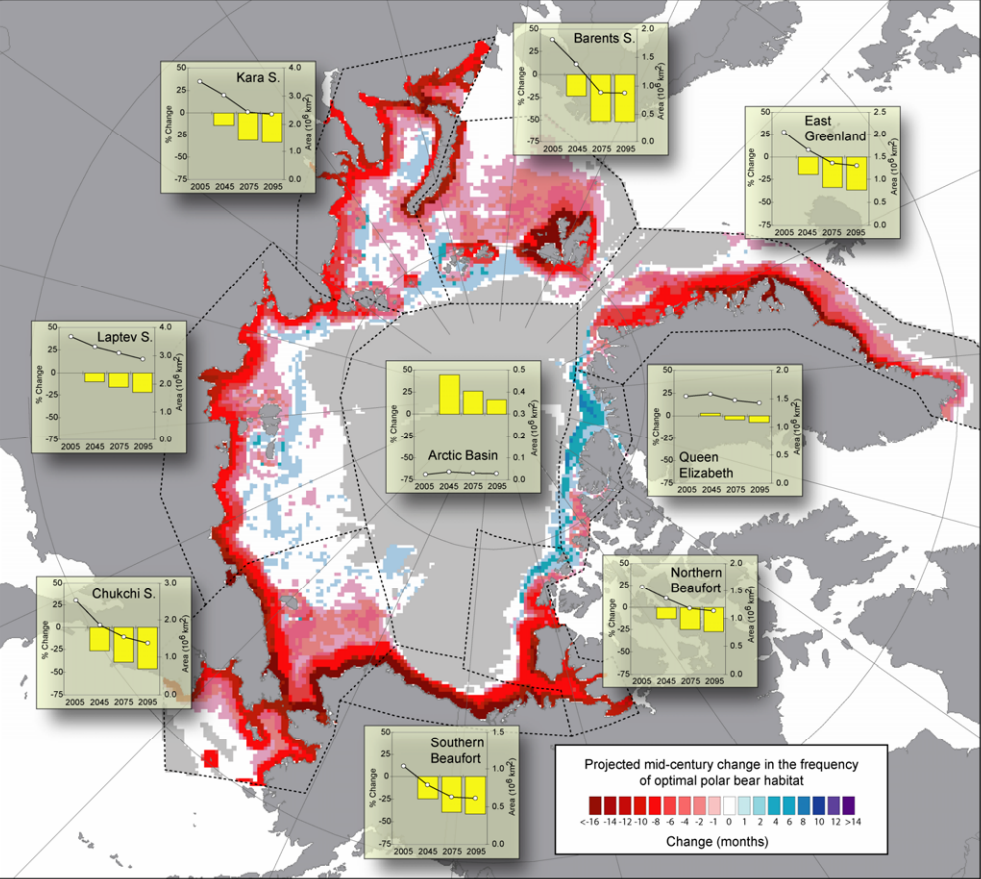
Proyectado cambio en el hábitat del oso polar de 2001–2010 a 2041–2050.

El 3 de abril de 2007, el National Wildlife Federation urge al Congreso de EE. UU. a colocar al oso polar bajo la ley de Especies Amenazadas. 
Cuatro meses más tarde, el United States Geological Survey completó un estudio concluyendo en parte que la banquisa continuará su rápida rotura en los siguientes 50 años, consecuentemente barrerá el hábitat del oso polar; y desaparecerían de Alaska, aunque continuarían existiendo en el archipiélago ártico canadiense y en zonas de las costas norteñas de Groenlandia. Los efectos ecológicos secundario son también resultante de la contracción del hielo marino; por ejemplo, al oso polar se reniega de su histórica longitud de la estación de caza debido a la tardía formación y al deshielo del hielo a la deriva.

### Pérdida de permafrost
La pérdida de la banquisa tiene efectos fundentes sobre el permafrost, ambos en el agua, y en la tierra y consecuentemente efectos en escape de metano, y en la vida silvestre. Algunos estudios implican un enlace directo,como lo predicen el aire frío que pasa sobre el hielo que se sustituye por el aire caliente que pasa sobre el mar. Este aire caliente se lleva el calor a la permafrost en todo el Ártico, y lo funde.  Ese deshielo del permafrost podría acelerar la liberación de metano en lugares como Siberia.

### Fusil de clatratos
La banquisa sirve para estabilizar los depósitos de metano en y cerca de la línea de costa, previniendo la liberación de clatrato y la descomposición y desgasificación del metano hacia la atmósfera. Cualquier metano lanzado al aire causará luego más calentamiento.[cita requerida]

### Fusión de la cubierta de hielo de Groenlandia
Los modelos predicen un alza del nivel del mar de cerca de 5 cm por fusión en Groenlandia durante el siglo XXI. También se predice que Groenlandia será más cálido hacia el 2100 y comenzará una al menos completa fusión durante el siguiente milenio o más.

### Efecto de la circulación oceánica
Aunque esto es poco probable que ahora ocurra, se piensa en el futuro próximo, y también se ha sugerido una súbita perturbación de la Corriente del Golfo por corte de la circulación termohalina, similar a lo que se cree que han llevado a una Dryas Reciente: un evento abrupto de cambio climático.  Hay también potencialmente una posibilidad de una más general disrupción de la circulación oceánica, que puede conducir a un evento oceánico anóxico, aunque se cree que fue mucho más común en un distante pasado.  No está claro si las apropiadas precondiciones para tal evento existen hoy.

## Control del deshielo ártico

### Geoingeniería
Las aproximaciones de geoingeniería ofrecen intervenciones que pueden incrementar la cantidad de hielo ártico, o reducir su declive. Las diferentes técnicas operan tanto por efectos regionales (geoingeniería ártica) o globales (geoingeniería). Varios esquemas específicos de geoingeniería ártica han sido propuestas para reducir la contracción ártica. Además, científicos como Paul Crutzen han argumentado propuestas generales de geoingeniería, como usar aerosoles de sulfuro estratosféricos, que afectarían al Ártico si se desplegaran en o cerca de esa región. 
Según John Holdren, asistente del presidente Obama para la Ciencia y la Tecnología, la completa pérdida de la banquisa de verano en el Ártico, sería una señal para justificar usar geoingeniería para enfriar el clima. Holdren cree que tal completa pérdida de la banquisa ártica veraniega daría la señal de una chance incrementada de «realmente intolerables consecuencias».

## Estudios

### Nacional
Países individuales dentro de la zona ártica: Canadá, Dinamarca (Groenlandia), Finlandia, Islandia, Noruega, Rusia, Suecia, EE. UU. (Alaska) conducen estudios independientes, agregado a varias organizaciones y agencias, públicas y privadas, como el Instituto Ruso del de Estudios del Ártico y del Antártico. Países que no reclaman áreas del Ártico, pero que son cercanos vecinos, conducen estudios árticos, como la Agencia China del Ártico y del Antártico.

### Internacional
Los estudios internacionales cooperativos entre naciones se han incrementado:
- DAMOCLES (Desarrollo de Modelado y Observaciones del Ártico a largo plazo de Estudios Ambientales): Proyecto europeo integrado «específicamente relacionados con el potencial para una significativa reducción de la banquisa y los impactos que eso podría tener sobre el ambiente y sobre las actividades humanas, tanto a nivel regional como mundial».
- Agencia Espacial Europea (ESA) está previendo lanzar el CryoSat-2 en 2009; y dará datos de satélite sobre la stasas de cambio de la banquisa ártica.[58]
- Programa Internacional de Boyas Árticas: despliega y mantiene boyas para dar en tiempo real posición, presión, Tº, velocidad del hielo.
- Centro de Estudios Internacionales del Ártico: los mayores participantes son EE. UU. y Japón.
- Comité Internacional de Ciencias del Ártico: ONG con diversos miembros, incluyendo a 18 países en tres continentes.
- 'Rol de la Región Ártica': en conjunto con el Año Polar Internacional, fue foco de la segunda conferencia internacional de Estudios de Cambio Global, hecha en Nynäshamn, Suecia, octubre de 2007.[59][60]
- SEARCH (Estudio del Cambio Ambiental Ártico): Apoyado por la «Oficina de Estudios Árticos», una división de la National Oceanic and Atmospheric Administration (NOAA), y la Academia de las ciencias de Rusias.

## Reclamaciones territoriales
Con creciente evidencia de que el calentamiento global está contrayendo la banquisa polar, se ha añadido con urgencia en varias naciones reivindicaciones territoriales en el Ártico con la esperanza de establecer el desarrollo de recursos  y nuevas vías de navegación, adicionando derechos soberanos de protección.
El Ministro danés de Relaciones Exteriores Per Stig Møller y el Premier de Groenlandia Hans Enoksen invitaron a sus colegas ministros de Canadá, Noruega, Rusia, EE. UU., a Ilulissat, Groenlandia en una cumbre en mayo de 2008 para discutir la forma de dividir las fronteras en la región cambiante del Ártico, y una discusión sobre más cooperación contra el cambio climático que afecta al Ártico. En la Conferencia del Océano Ártico, los Ministros de RR.EE. y otros oficiales representando a cinco naciones anunciaron la Declaración de Ilulissat el 28 de mayo de 2008.